# Slag aan de Nadao
De Slag aan de Nadao vond plaats in 454. In deze veldslag vochten de Ostrogoten en Gepiden samen tegen de Hunnen. De Hunnenkoning Ellac sneuvelde tijdens deze slag. 

## Aanleiding
De Ostrogoten en de Gepiden waren vazallen van de Hunnen. In de Slag op de Catalaunische Velden vochten zij nog aan de zijde van koning Attilla tegen de Romeinen en hun bondgenoten. Na de dood van Attilla in 453 kwamen de Ostrogoten en Gepiden massaal in opstand. De vorsten Thiudimir, Valamir en Vidimir leidden de opstand van de Ostrogoten. De Gepiden werden aangevoerd door hun koning Ardarik. De Hunnen kregen slechts steun van wat over was van de Sarmaten en Alanen.

## De veldslag
Het initiatief tot de opstand kwam van Ardarik en werd kort daarop gevolgd door de Ostrogoten. In 454 trokken zij gezamenlijk op tegen de Hunnen. Ergens in Pannonië aan de Nadao, een zijrivier van de Sava, troffen zij het leger van de Hunnen. In de veldslag die daarop volgde behaalde het leger van Gepiden en Ostrogoten de overwinning. Ellac, de koning van de Hunnen, sneuvelde in de strijd en de Ostrogoten en Gepiden verkregen hun vrijheid. Door deze overwinning kwam er tevens een einde aan de overheersing van de Hunnen in centraal en oostelijk Europa. Zij trokken na de slag in oostelijke richting naar de Zwarte Zee.

## Nasleep
Na de overwinning op de Hunnen vestigden de Ostrogoten zich in Pannonië onder drie koningen. Het Oost-Romeinse Rijk kende hen in 455 deze streek toe als bondgenoten. De Gepiden vonden een vestigingsgebied in de Karpaten. Zij speelden een belangrijke rol in het verdrijven van de Hunnen en als dank kregen zij toestemming voor vestiging in het Romeinse Rijk. De rest van de Germaanse stammen, de Skiren, de Rugiërs, de Turkilingen en de Herulen, trokken naar de Julische Alpen. Niet lang na de veldslag aan de Nadao kwam de oude rivaliteit tussen de Gepiden en Ostrogoten weer boven. Er ontstonden voortdurend schermutselingen tussen deze volken, waarbij ook de Skiren en Herulen betrokken waren. Pas in 469 kwam hier een einde aan toen de Ostrogoten de Gepiden uit Pannonië verdreven.